# Grandiose
Production
Diffusion
Grandiose est une série télévisée française créée par Fanny Riedberger et réalisée par Jean-Baptiste Pouilloux et Elsa Bennett.
Cette comédie dramatique est une coproduction de Habanita Federation, TF1 et Auvergne-Rhône-Alpes Cinéma.

## Distribution
- Catherine Frot : la directrice
- Claudia Tagbo : la nutritionniste
- Gérémy Crédeville : le prof de sport
- Marc Riso : le cuisinier
- Joséphine Draï : la compagne de la nutritionniste
- Cécile Rebboah : la mère de Yohan
- Sarah Stern : la mère d'Honorine
- Catherine Benguigui : la mère de Madi
- Guillaume Bouchède : le père de Madi
- Cyril Gueï : le père de Karima
- Juliette Tresanini : la mère de Lola
- Michaël Abiteboul : le père de Yohan
- Elisa Noyez : Honorine
- Louna Balavoine : Nico
- Quentin Laclotte-Parmentier : Madi
- Camille Léon-Fucien : Karima
- Valentin Pradier : Yohan
- Suzanne Ballier : Lola

## Production

### Genèse et développement
Cette comédie dramatique est une coproduction de Habanita Federation, TF1 et Auvergne-Rhône-Alpes Cinéma,,,.
La série est créée par Fanny Riedberger et réalisée par Jean-Baptiste Pouilloux et Elsa Bennett,,,.
La production est assurée par Fanny Riedberger,.

### Tournage
Le tournage de la série se déroule à partir du 16 juin 2025 dans la région lyonnaise,,,,, entre autres au château de La Gallée, à Millery.
Des scènes sont également tournées à la base de rafting de Mâcot-la-Plagne ainsi que sur les flots de l'Isère et du Doron de Bozel, dans le département de la Savoie.

### Fiche technique
Sauf indication contraire, les informations mentionnées dans cette section peuvent être confirmées par les bases de données cinématographiques  présentes dans la section « Liens externes ».
- Titre français : Grandiose
- Genre : comédie dramatique[2]
- Création : Fanny Riedberger[1],[2],[5],[6],[4],[7]
- Réalisation : Jean-Baptiste Pouilloux (épisodes 1 à 3) et Elsa Bennett (épisodes 4 à 6) [1],[2],[5],[6]
- Scénario : Caroline Franc, Christophe Régin, Géraldine de Margerie, Camille Rosset, Frédéric Rosset, Paul Madillo, Vladimir Haulet, Fiona Leibgorin et Hélène Faure[2],[5],[4]
- Production : Fanny Riedberger[1],[4]
- Sociétés de production : Habanita Federation, TF1 et Auvergne-Rhône-Alpes Cinéma[4]
- Société de distribution : TF1[1],[6],[7],[4]
- Pays de production :  France
- Langue originale : français
- Format : couleur
- Nombre de saisons : 1
- Nombre d'épisodes[1],[6],[7] : 6
- Durée : 52 minutes
- Dates de première diffusion :